# Pezë
Pezë è una frazione del comune di Tirana in Albania (prefettura di Tirana).
Fino alla riforma amministrativa del 2015 era comune autonomo, dopo la riforma è stato accorpato, insieme agli ex-comuni di Baldushk, Bërzhitë, Dajt, Farkë, Kashar, Krrabë, Ndroq, Petrelë, Shëngjergj, Vaqarr, Zall Bastar, Zall Herr a costituire la municipalità di Tirana.

## Località
Il comune era formato dall'insieme delle seguenti località:
- Peze e Madhe
- Peze Helmes
- Peze e Vogel
- Varosh
- Maknor
- Dorez
- Gror
- Grece
- Pajane
- Gjysylkan